# کرپرت
کرپرت (به فرانسوی: Kerpert) یک کمون در فرانسه است که در بخش گنگام واقع شده‌است. کرپرت ۲۱٫۰۰ کیلومتر مربع مساحت دارد.